# 向阳水库 (崇州)
向阳水库是中国四川省成都市崇州市境内的一座水库，位于西河支流罗汉河上，建于1972年。水库正常库容为690万立方米，集雨面积为2平方千米，海拔为590米。